# Чонгкуя
Чонгкуя́ (также Чонкуя, Чонкуйа) — озеро на северо-востоке Якутии, в Среднеколымском улусе. Расположено в пределах Колымской низменности, северо-восточнее озера Павылон и южнее озера Омук-Кюель. Имеет округлую форму, берега слабо изрезаны, низкие, местами заболоченные. Через ручьи и протоки имеет сток в реку Алазея.
Площадь озера составляет 81,5 км². При этом, в зависимости от уровня в воды в озере, поверхность акватории может колебаться от 78 до 82 км².  Чонгкуя – 15-е озеро Якутии и 144-е озеро России по площади водного зеркала. Площадь водосбора — 154 км². Длина озера около 16,2 км, максимальная ширина достигает 6,8 км. Находится на высоте 24 м над уровнем моря. Озеро является местом линьки уток.
Ближайший населенный пункт, село  Алеко-Кюёль, расположен примерно в 15 км к северо-западу.